# Convento di Santa Chiara di Pontevedra
Il convento di Santa Chiara (in spagnolo) era un convento dell'ordine delle Clarisse, situato nel centro di Pontevedra, in Spagna, precisamente in via Santa Clara, vicino alla vecchia porta di Santa Chiara delle vecchie mura della città.

## Storia
Secondo la tradizione, un convento templare era stato precedentemente costruito su questo sito. L'attuale convento fu fondato nel 1271 e la sua costruzione, iniziata nel 1339, fu influenzata dall'interesse di Doña Teresa Pérez de Sotomayor, figlia del poeta e aristocratico Pay Gómez Chariño. Il primo riferimento documentato in cui si fa menzione di una comunità di suore sotto l'invocazione di Santa Chiara risale all'anno 1293. I lavori di costruzione della chiesa si sono diffusi nel corso dei secoli. In effetti, l'abside non era ancora finita nel 1362.
Grazie a numerose donazioni private, la chiesa fu ampliata nel corso dei XIV e XV secolo. Il convento fu anche ampliato e divenne un rifugio preferito per le figlie nobili non sposate. Nel XVI e XVII secolo il convento fu oggetto di aggiunte, modifiche e ampliamenti. Nel corso dei secoli il convento è stato testimone di varie vicissitudini. Nel 1702, dopo la sconfitta della flotta spagnola nella battaglia di Rande, le suore dovettero lasciare il convento e rifugiarsi a Cotobade. Nel 1719, le monache di clausura dovettero recarsi a Santiago di Compostela, fuggendo dall'invasione inglese di Homobod che rase al suolo la città e bruciò i suoi edifici più importanti. Più tardi, durante la guerra d'indipendenza spagnola contro i francesi, le suore dovettero fuggire per otto mesi e al loro ritorno il convento era stato saccheggiato e in parte bruciato. Dopo la desamortización di Mendizábal, le suore dovettero lasciare il convento nel 1868. A quel tempo, il convento fu occupato dai bambini dell'ospizio, fino a quando non fu restituito alle suore il 1º ottobre 1875 grazie alle trattative tra l'arcivescovo di Santiago de Compostela, Miguel Payá y Rico, e il re Alfonso XII di Spagna.
Questo emblematico edificio fa parte del catalogo del patrimonio culturale galiziano dal 1994. È stato chiuso il 25 settembre 2017 a causa della mancanza di vocazioni religiose e dell'età avanzata delle poche suore ancora presenti nel convento.
Il 1º dicembre 2021, il consiglio comunale di Pontevedra acquistò il convento dalle Clarisse per 3,2 milioni di euro e divenne proprietà comunale. Il 3 gennaio 2023 il Comune di Pontevedra ha ceduto ufficialmente la proprietà del convento al Consiglio Provinciale di Pontevedra affinché potesse entrare a far parte del Museo di Pontevedra come settimo edificio dell'istituzione.
Il 9 giugno 2023 è stato accettato il progetto preliminare degli architetti Nieto & Sobejano per il restauro del convento come sede del museo. I punti salienti del progetto sono una sottile chiusura del chiostro, un'area di accoglienza sotto una grande tettoia al centro della tenuta e la creazione di un'area archeologica a tre piani, semi interrata, sul lato est. L'area di accoglienza al centro della tenuta sarà trasformata in un belvedere che si affaccia sul chiostro, consentendo di organizzare tutta la circolazione e la distribuzione degli usi, nonché l'organizzazione degli spazi.

## Stile
La chiesa risale principalmente al XIV secolo. La costruzione segue il modello gotico della chiesa di San Francesco, sebbene sia più semplice. Con una sola grande navata rettangolare senza transetto e un'abside poligonale, è coperta da una volta a ventaglio . Ha tre grandi finestre all'interno e vi sono importanti pale d'altare barocche. Combina immagini romaniche nelle sue mensole con uno stile gotico nella sua architettura.
All'esterno, ristrutturato durante il periodo barocco, è possibile vedere solo il muro evangelico a due porte in cui la porta gotica scolpita, risalente all'ultimo quarto del XIV secolo, presenta il tema del Giudizio Universale. Negli archivolti si può vedere il busto di Cristo Giudice che mostra le ferite, San Pietro con le chiavi o un angelo che suona la tromba, tra le altre figure. L'edificio adiacente al convento fu costruito nel 1880 per servire come residenza estiva per l'arcivescovo, il cardinale Quiroga Palacios.
Il convento ha un chiostro, con un giardino a forma di croce, un Calvario e una fontana nello stile di quello di Piazza della Herrería . Sul retro del convento, c'è un grande giardino di 12.000 metri quadrati, il cui muro si affaccia sulla piazza di Barcelos.

## Cultura
Gli sposi sono venuti al convento per portare loro uova e altre offerte per cercare di garantire il sole il giorno del loro matrimonio.

## Galleria d'immagini

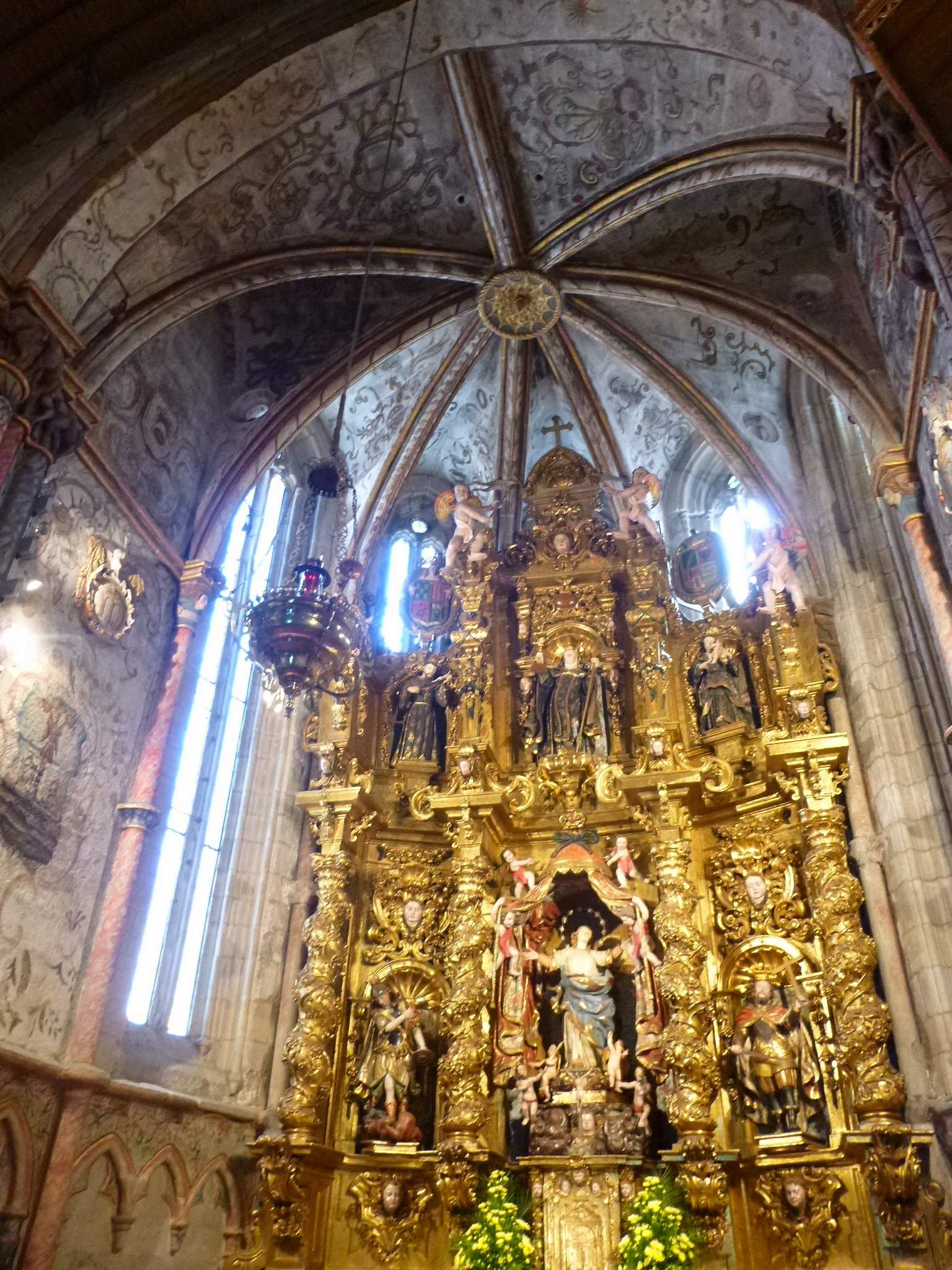
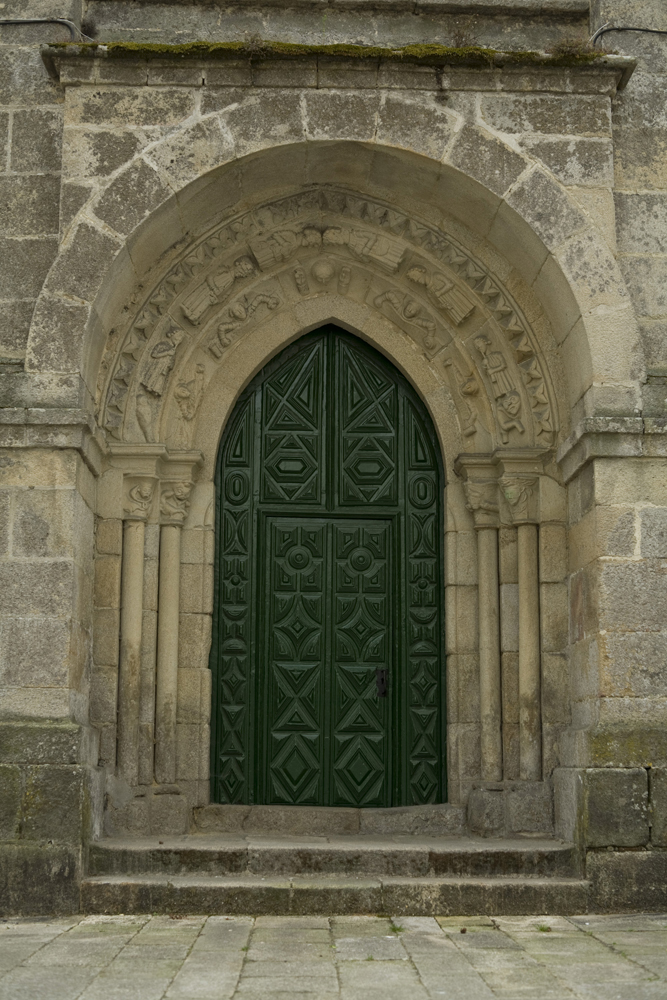
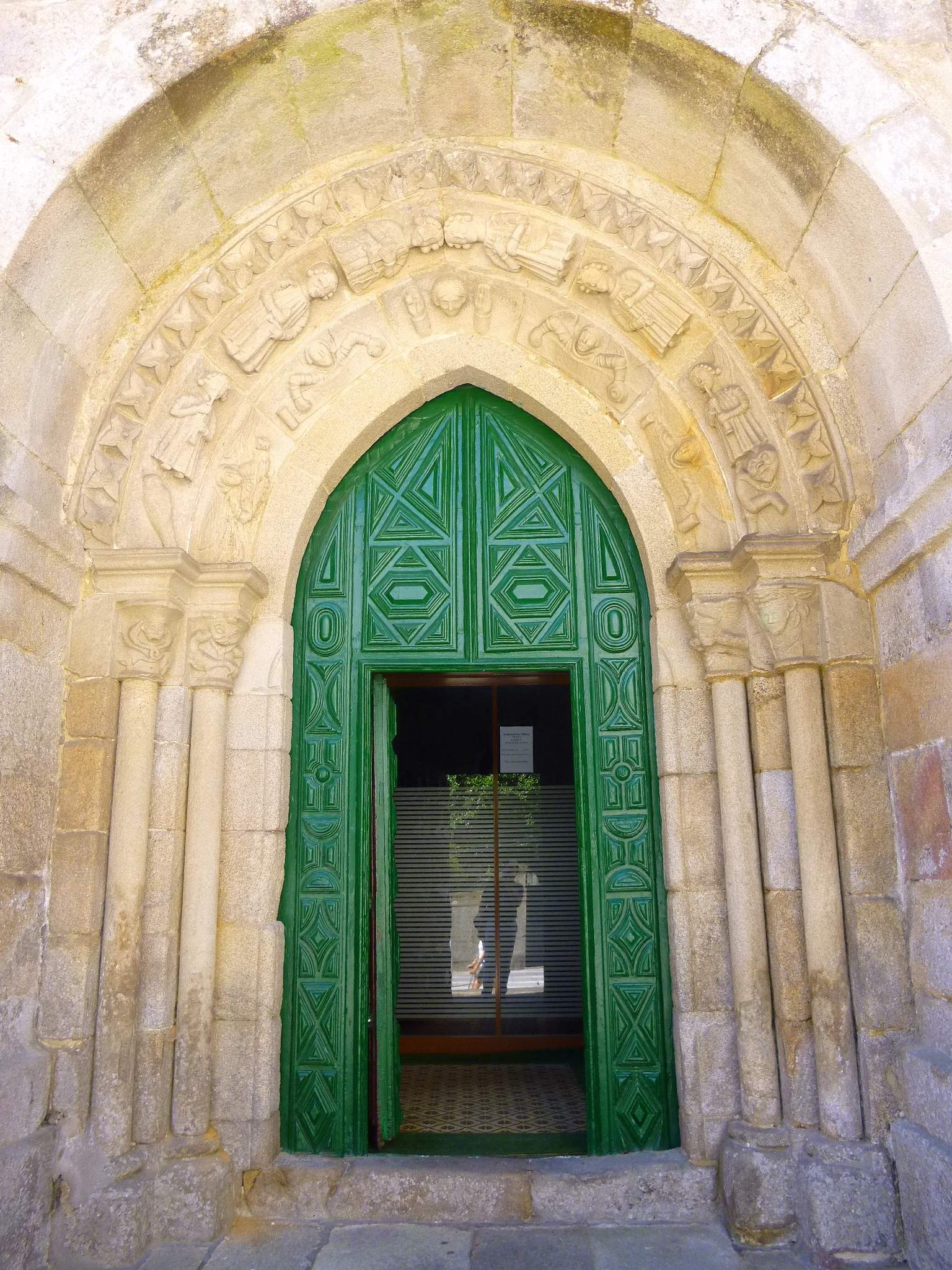
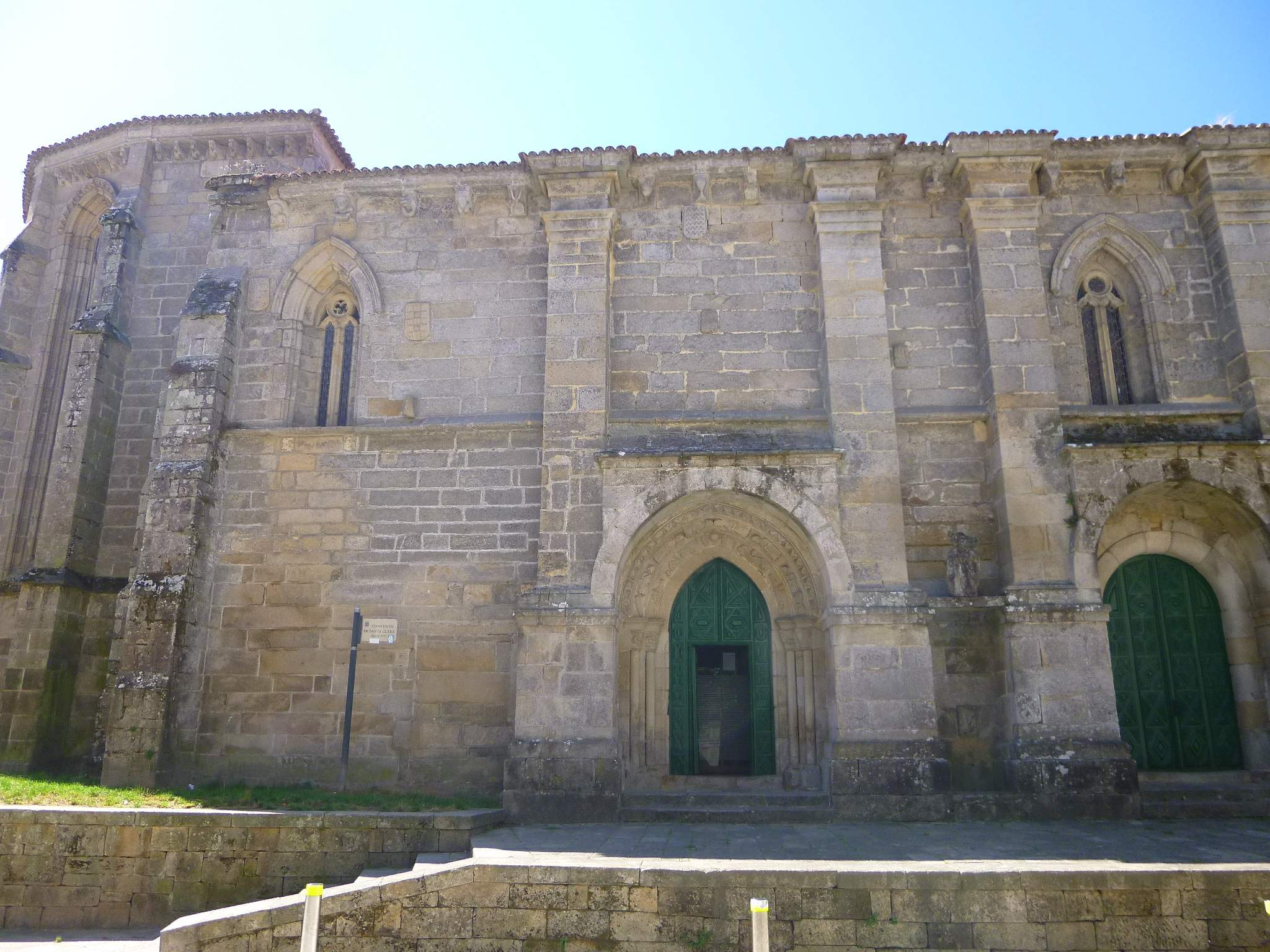
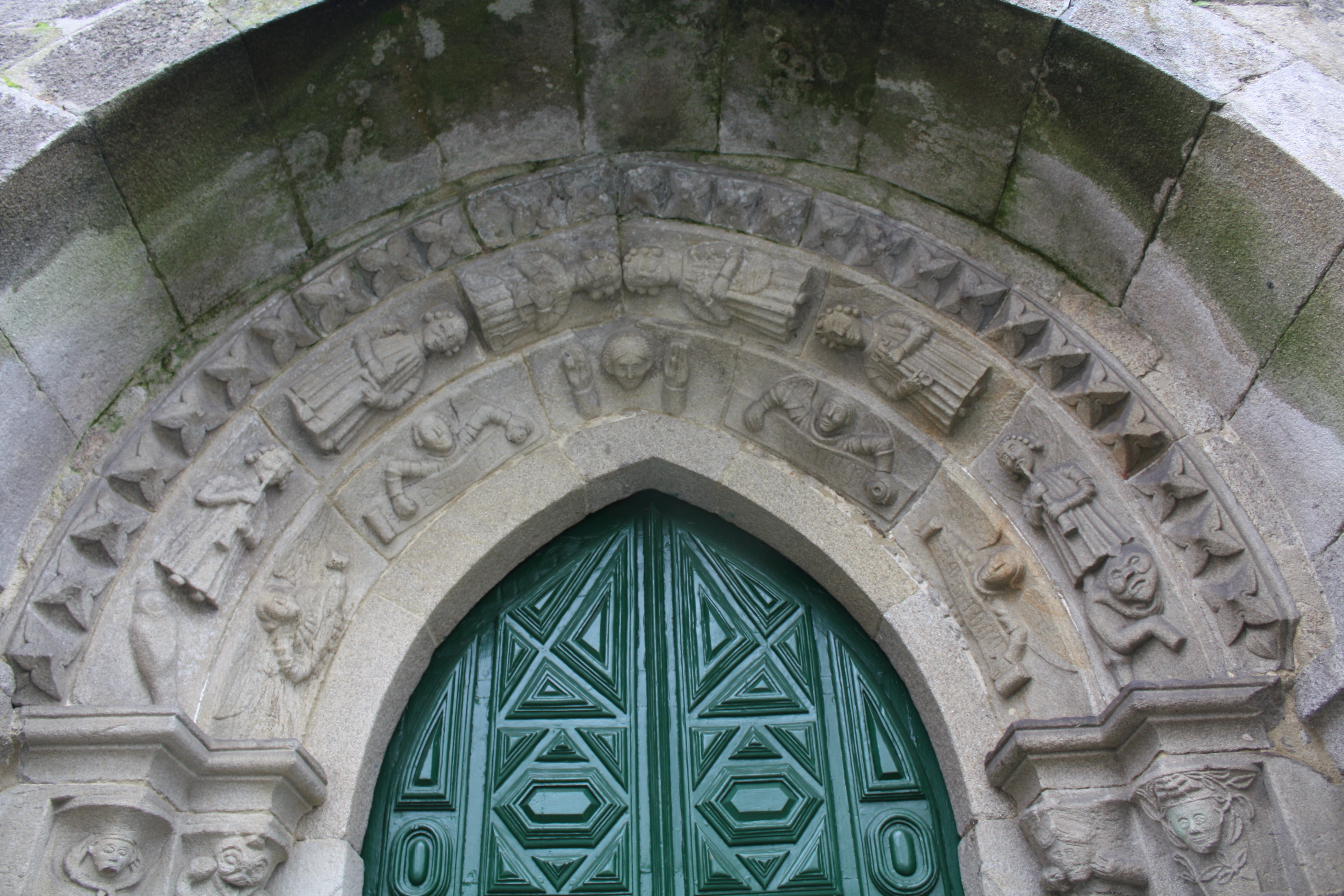
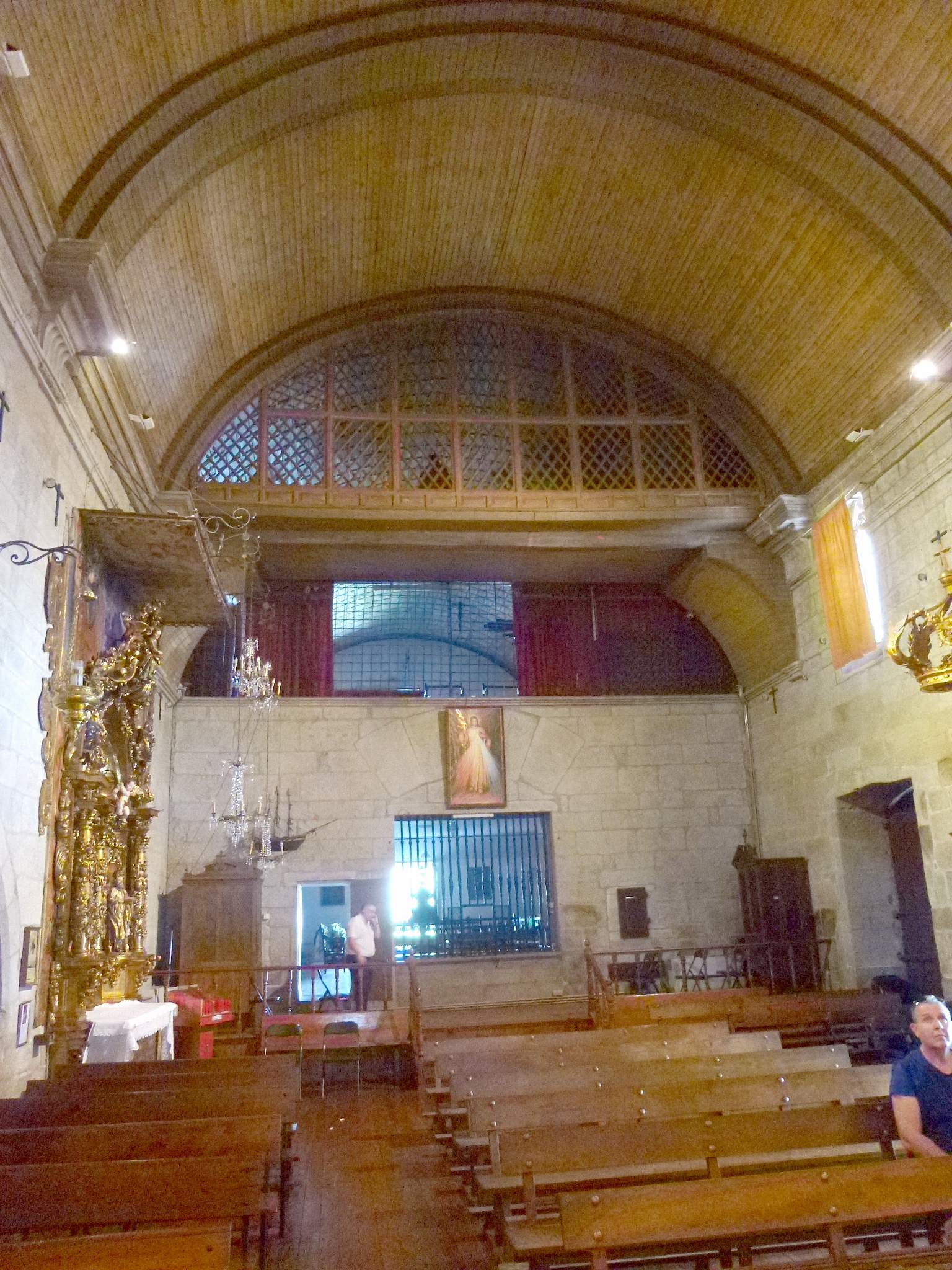
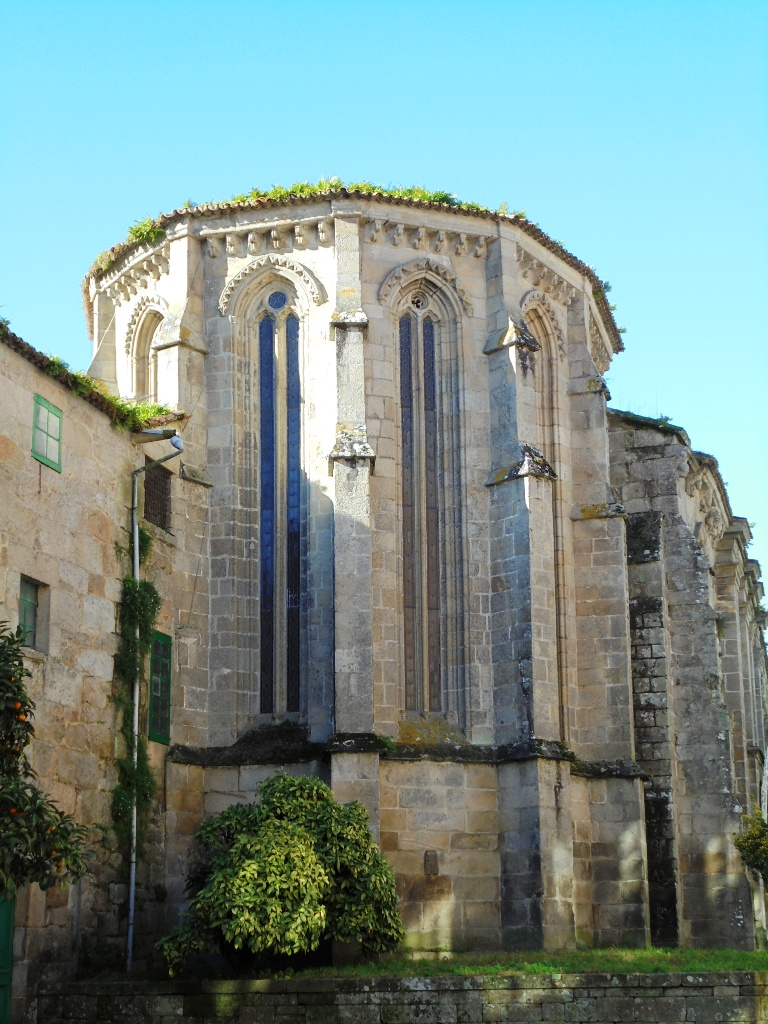
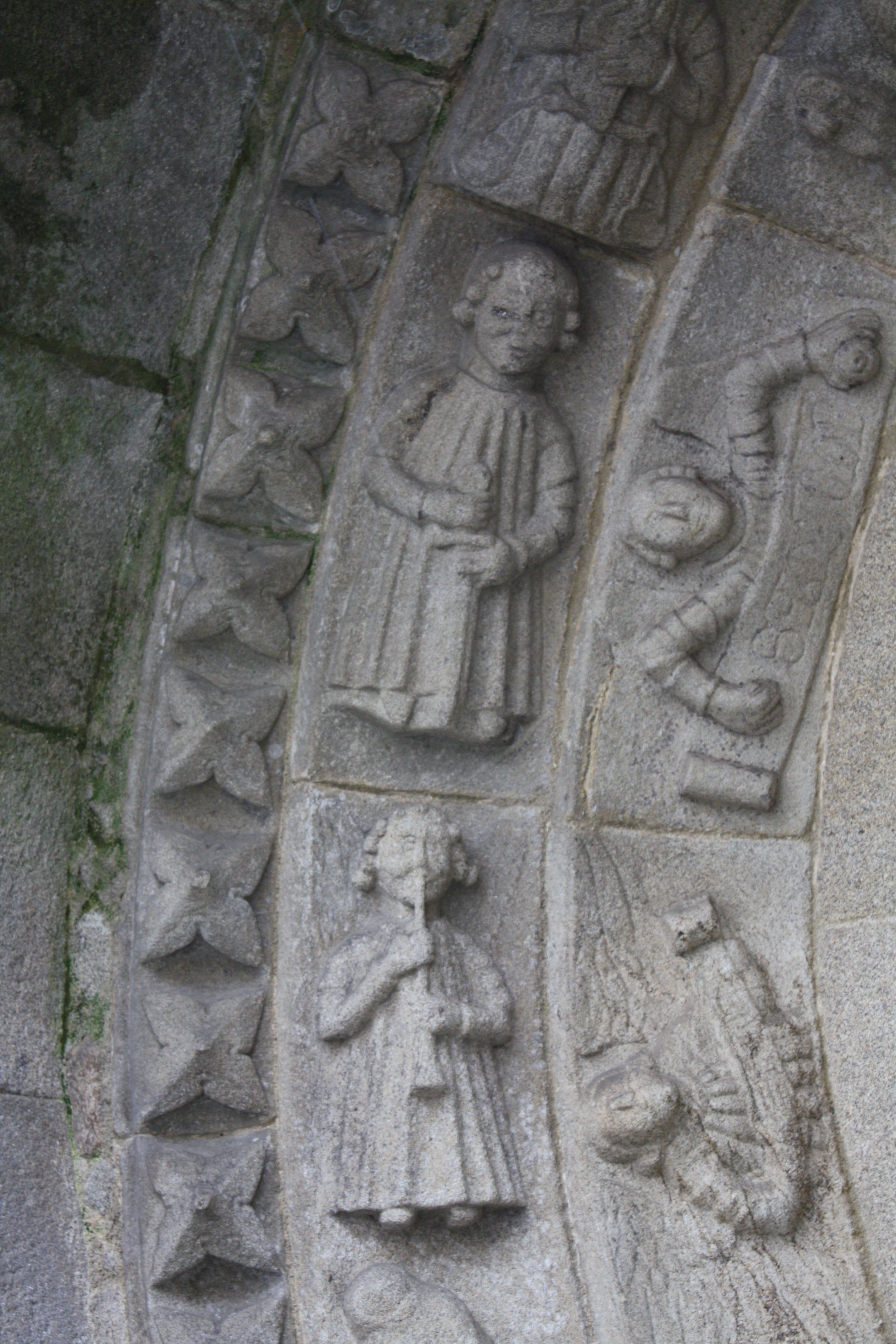
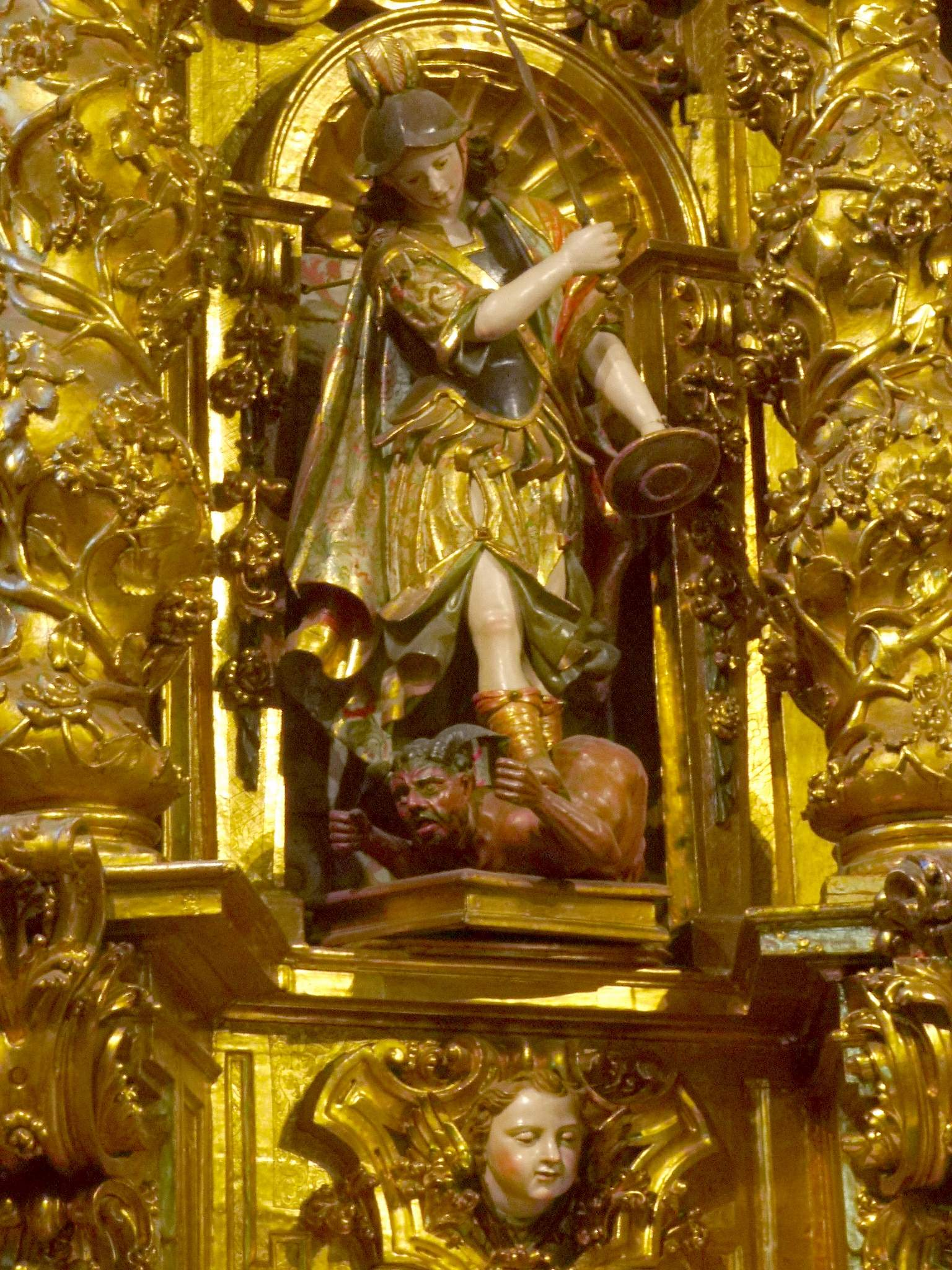
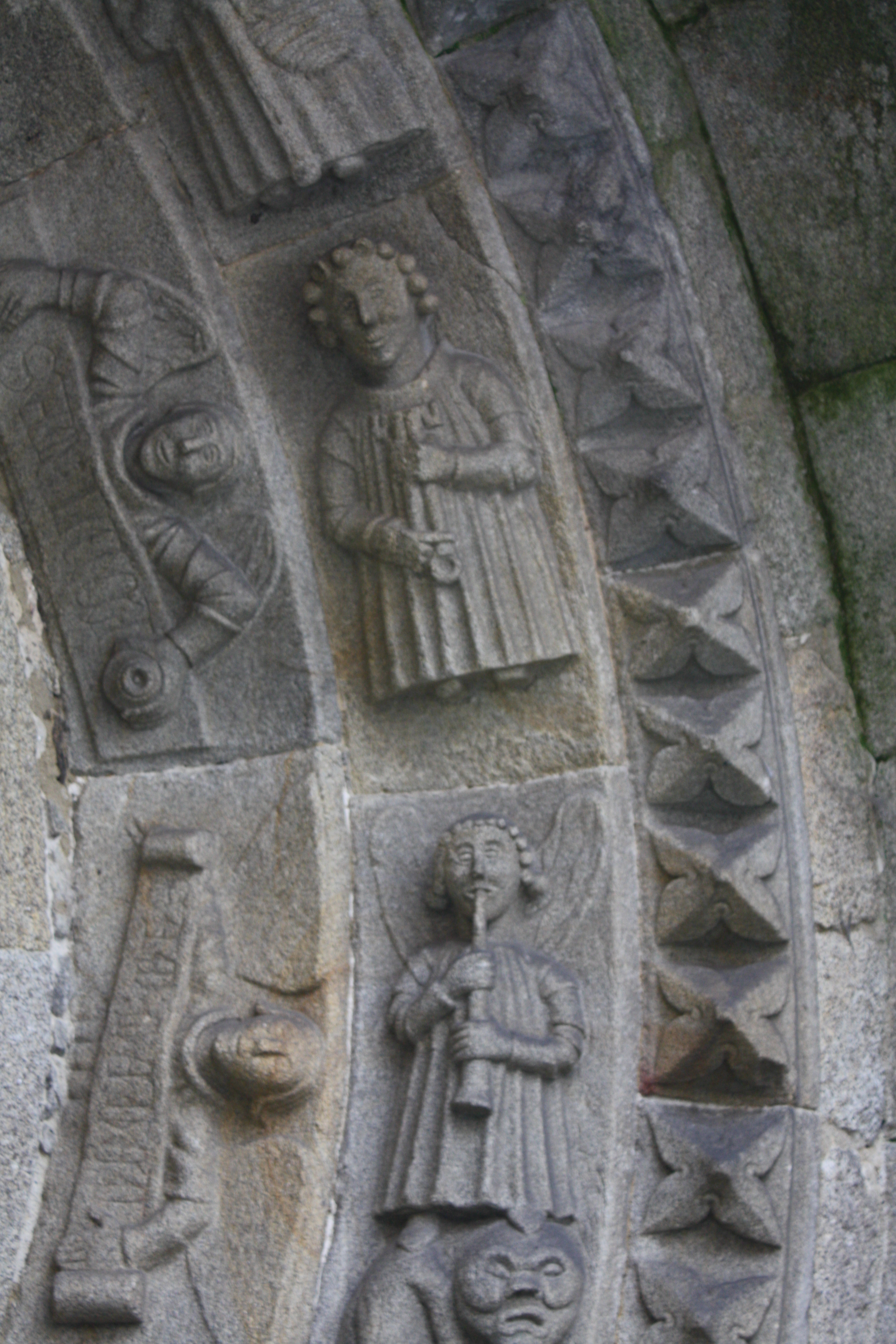
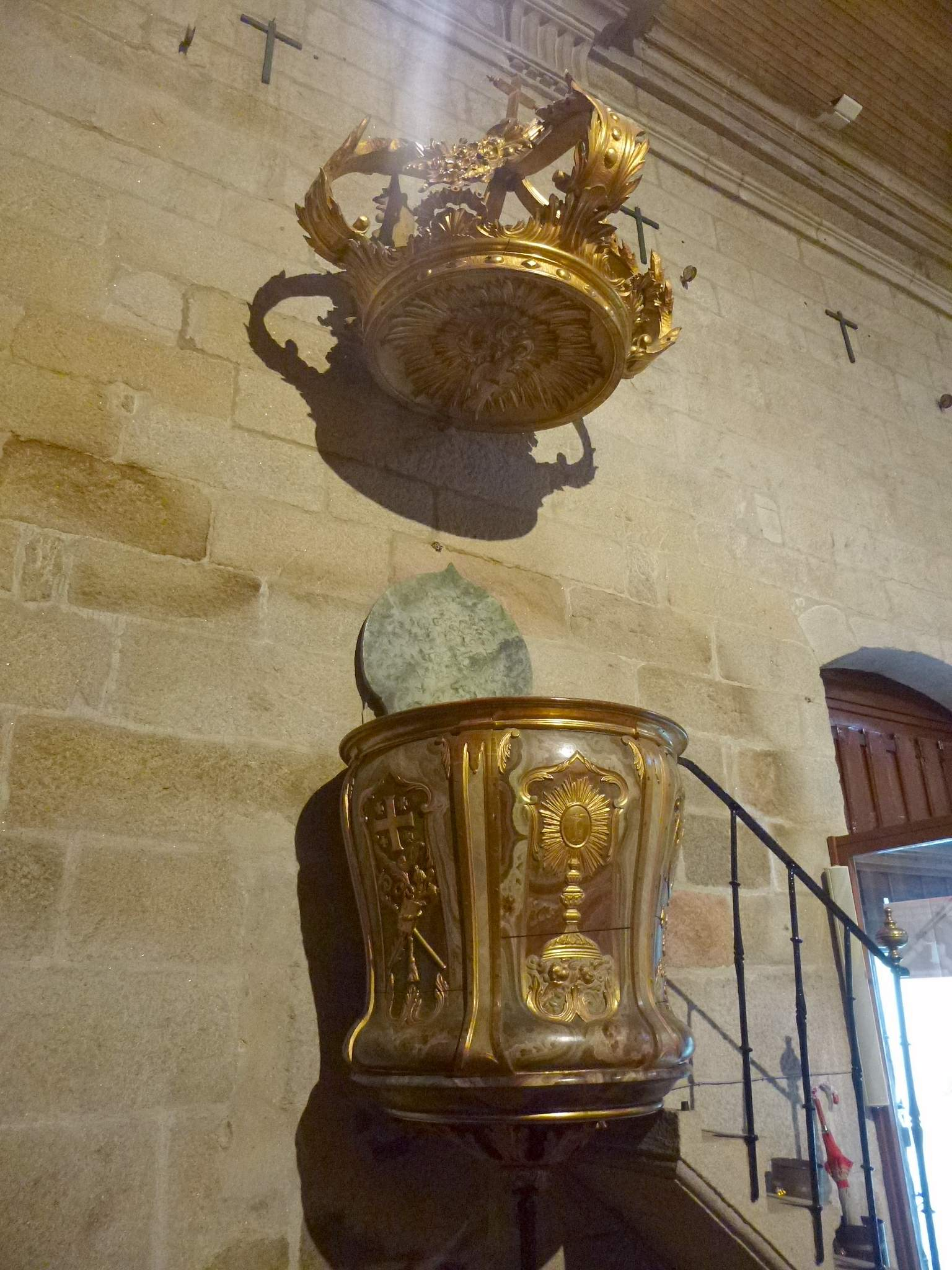
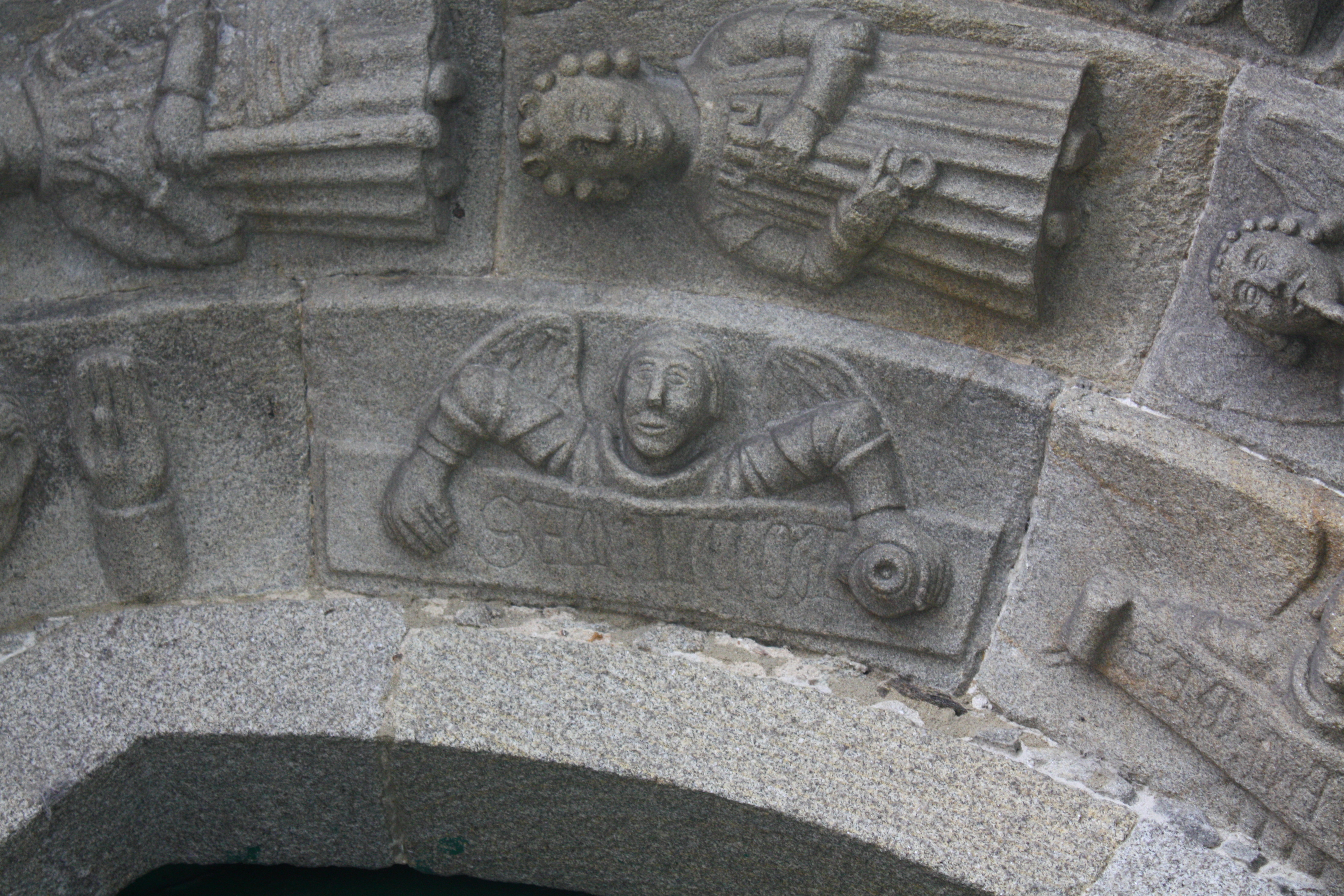
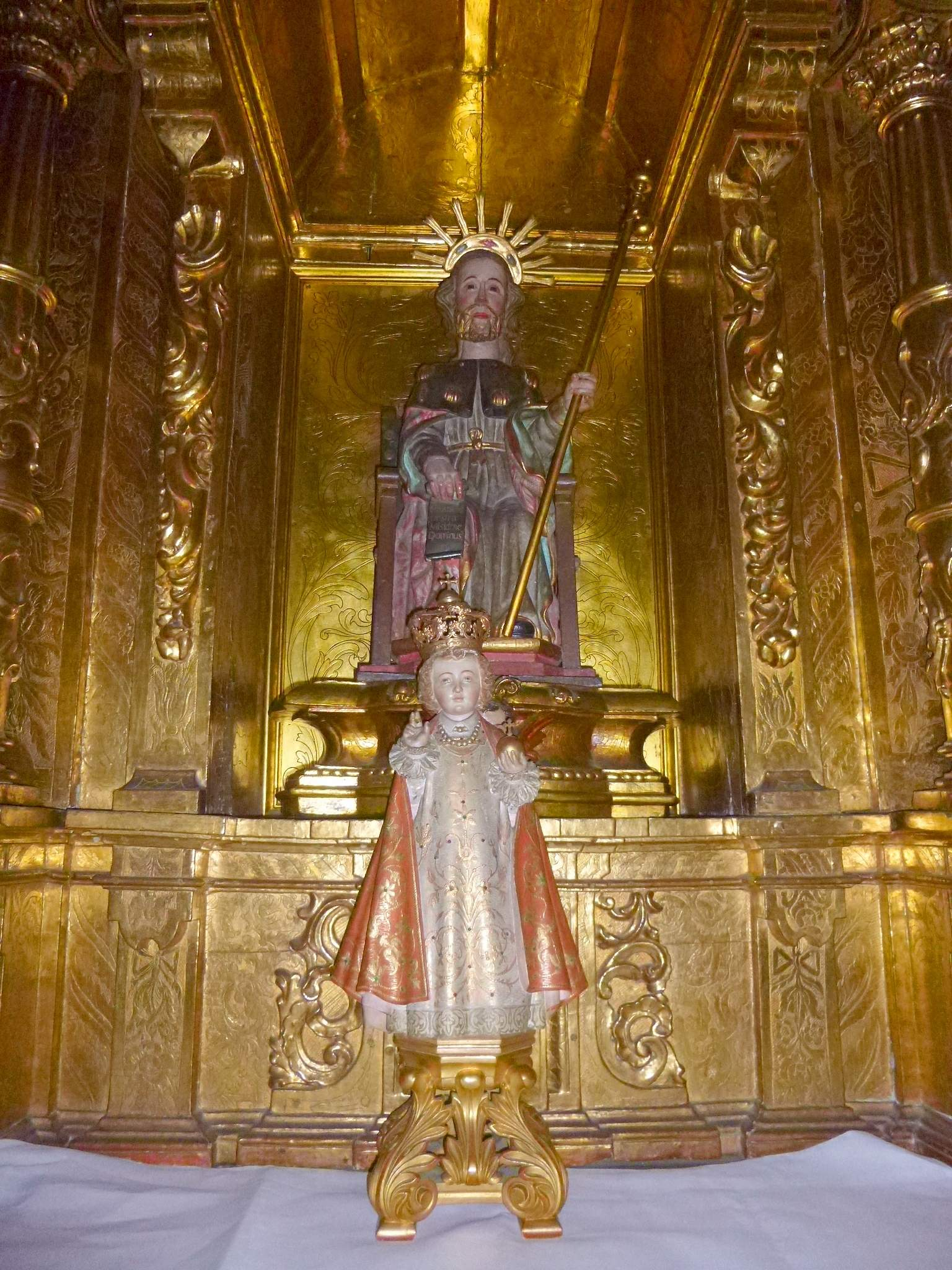
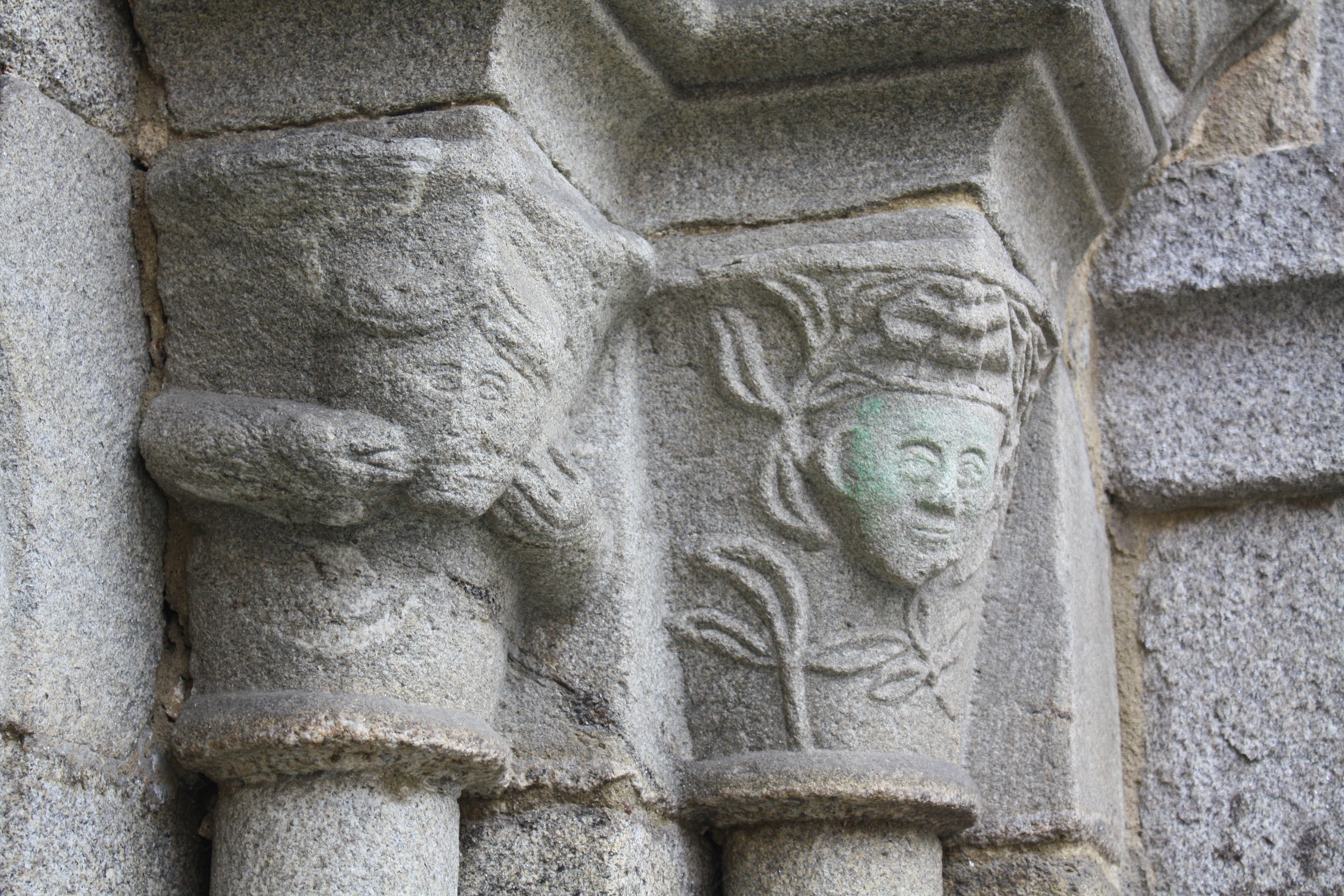
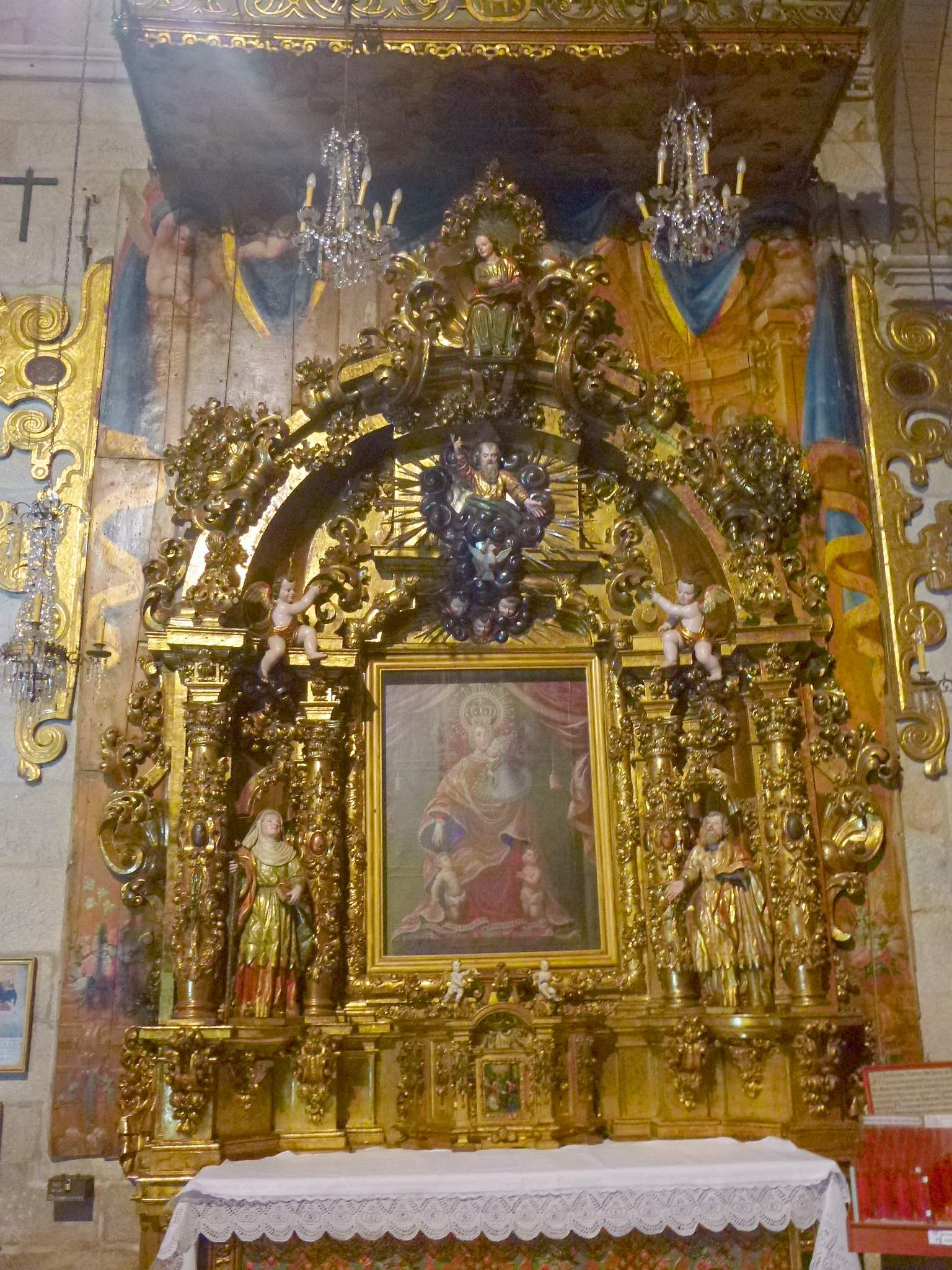
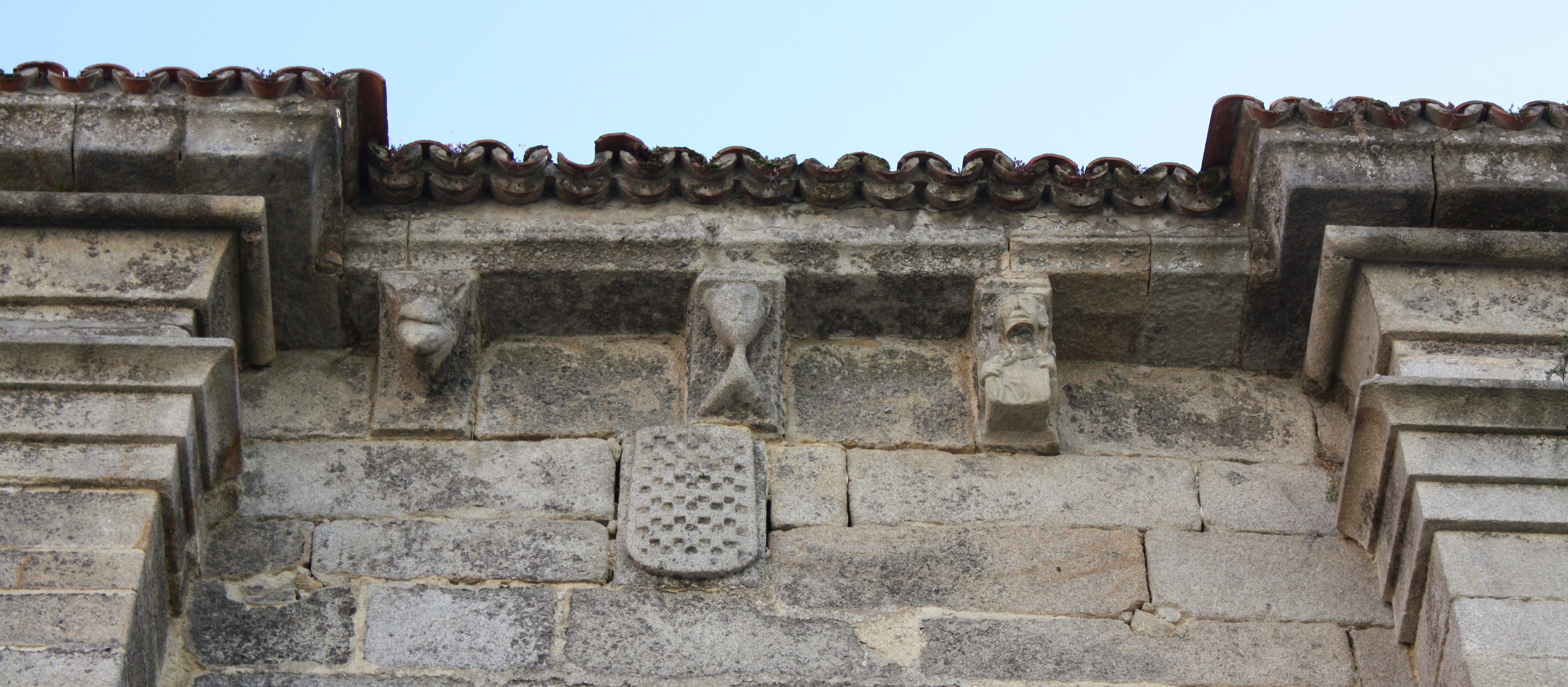
Mensolas
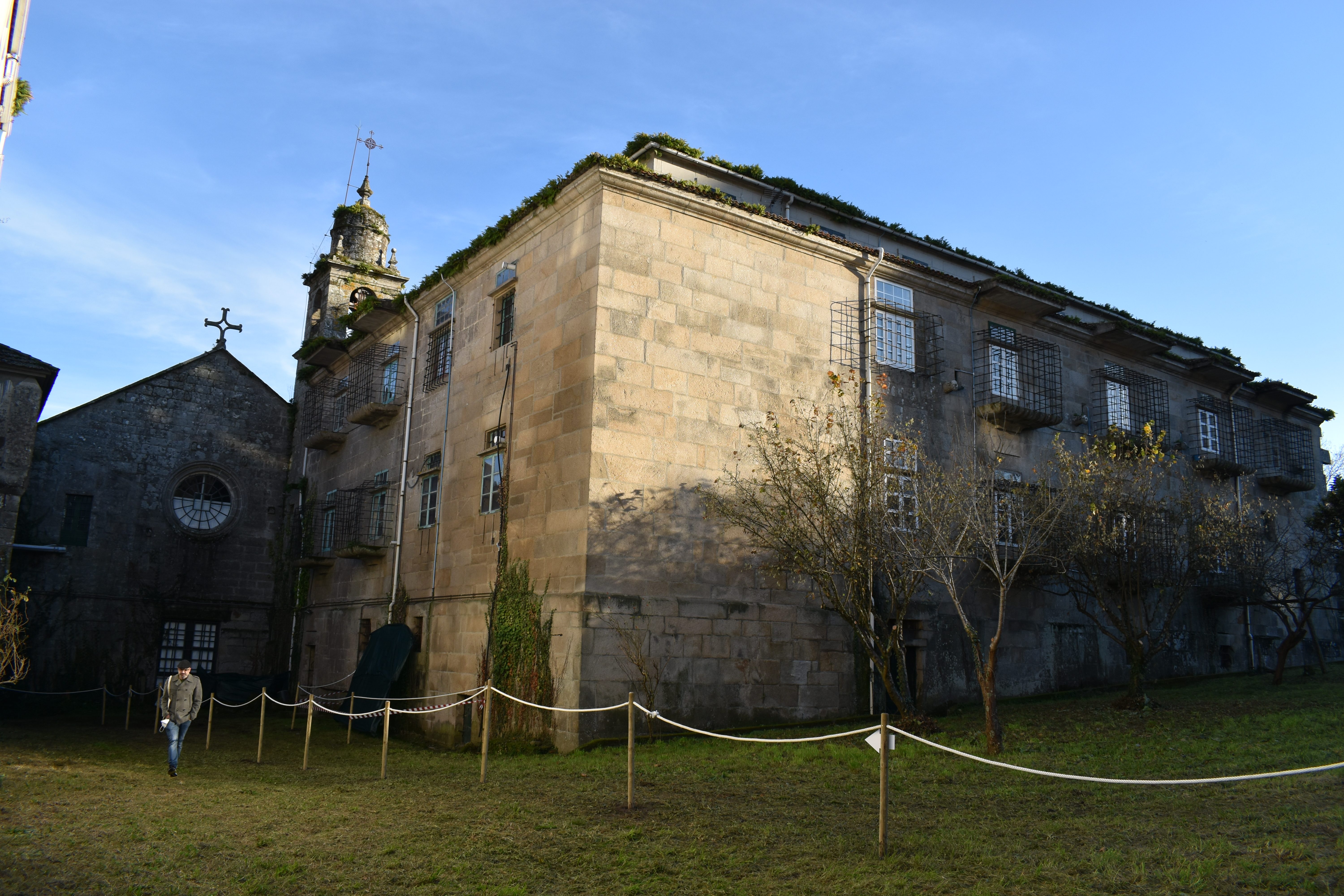
Convento e chiesa
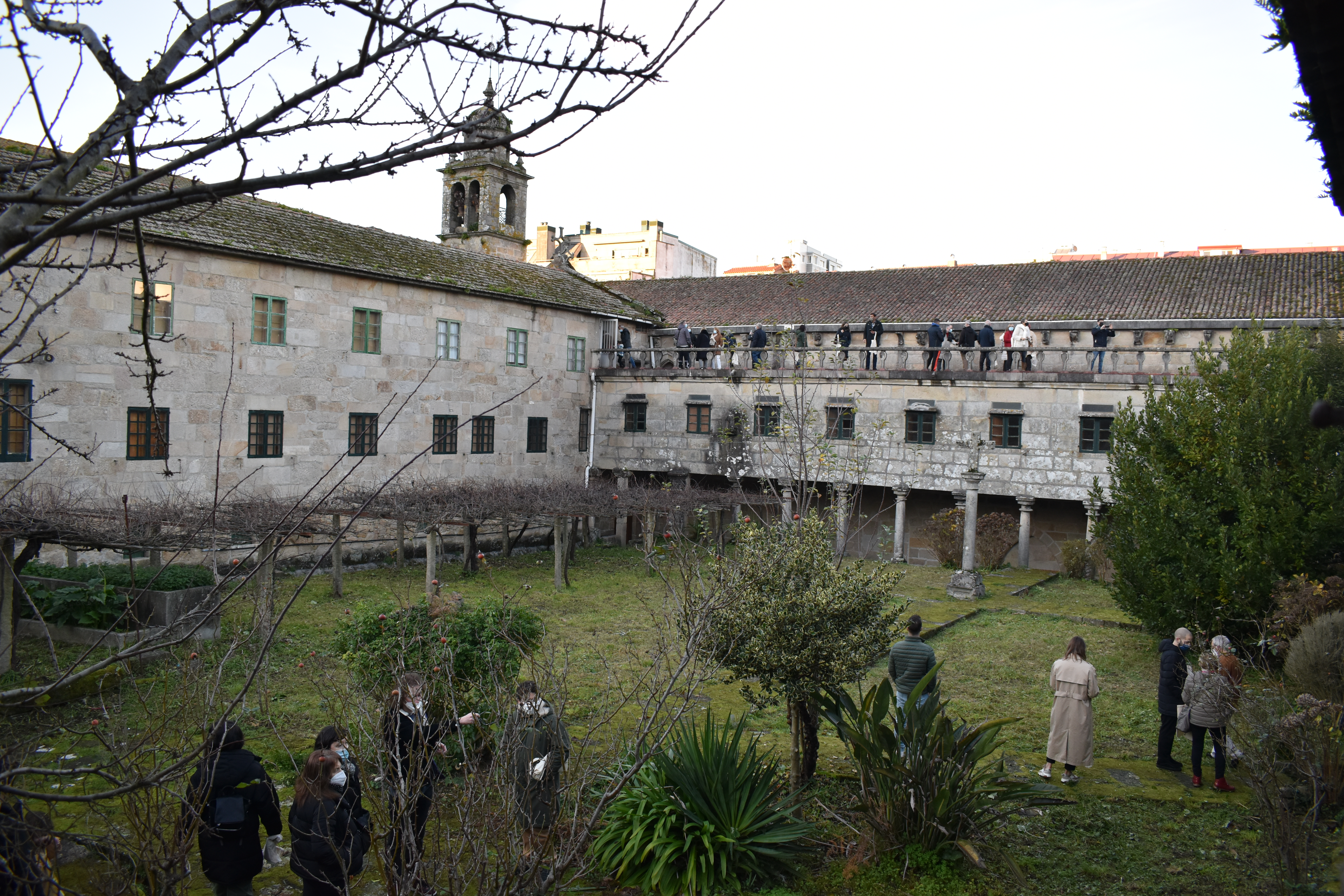
Chiostro e convento
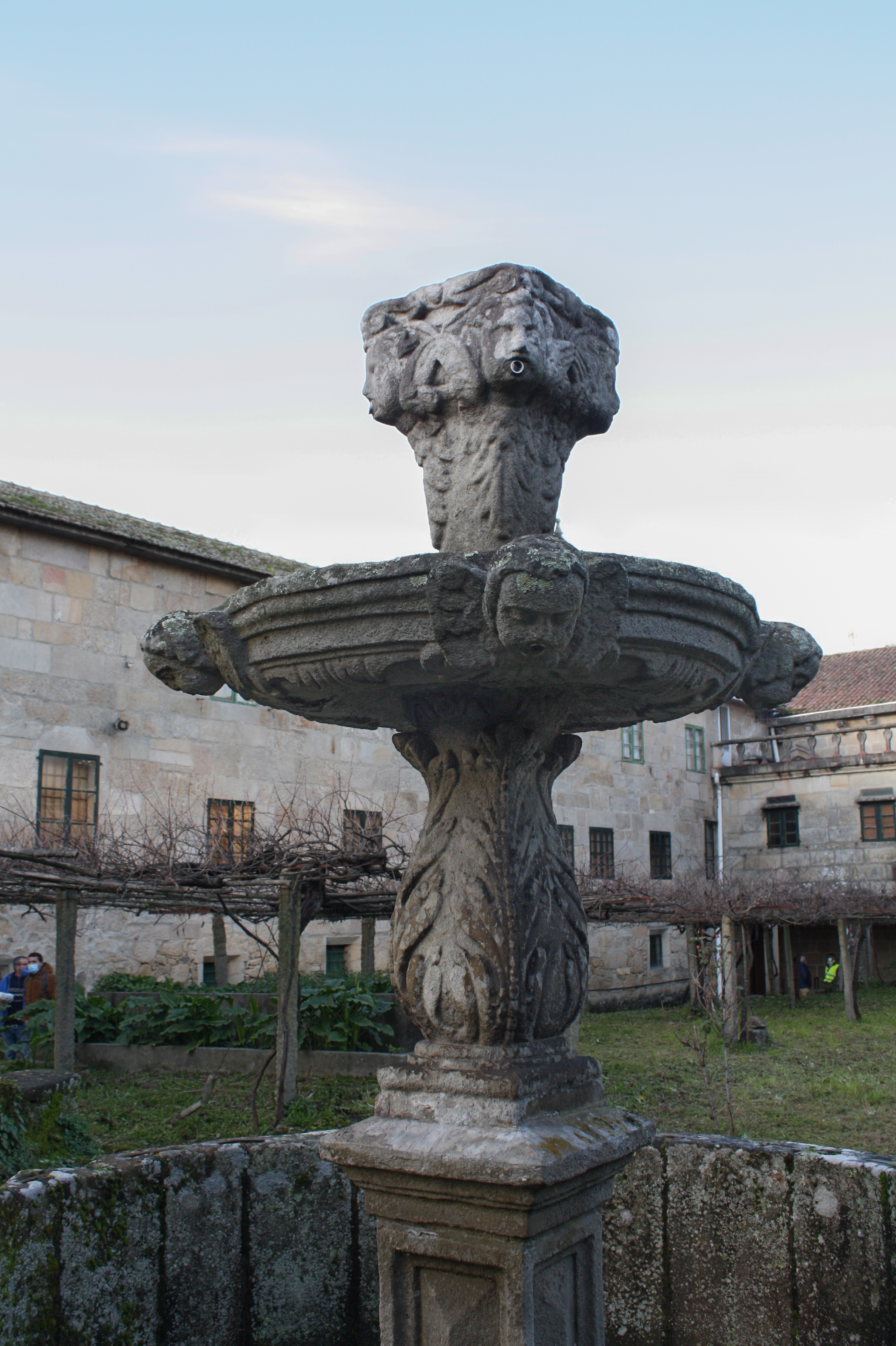
Fontana in giardino
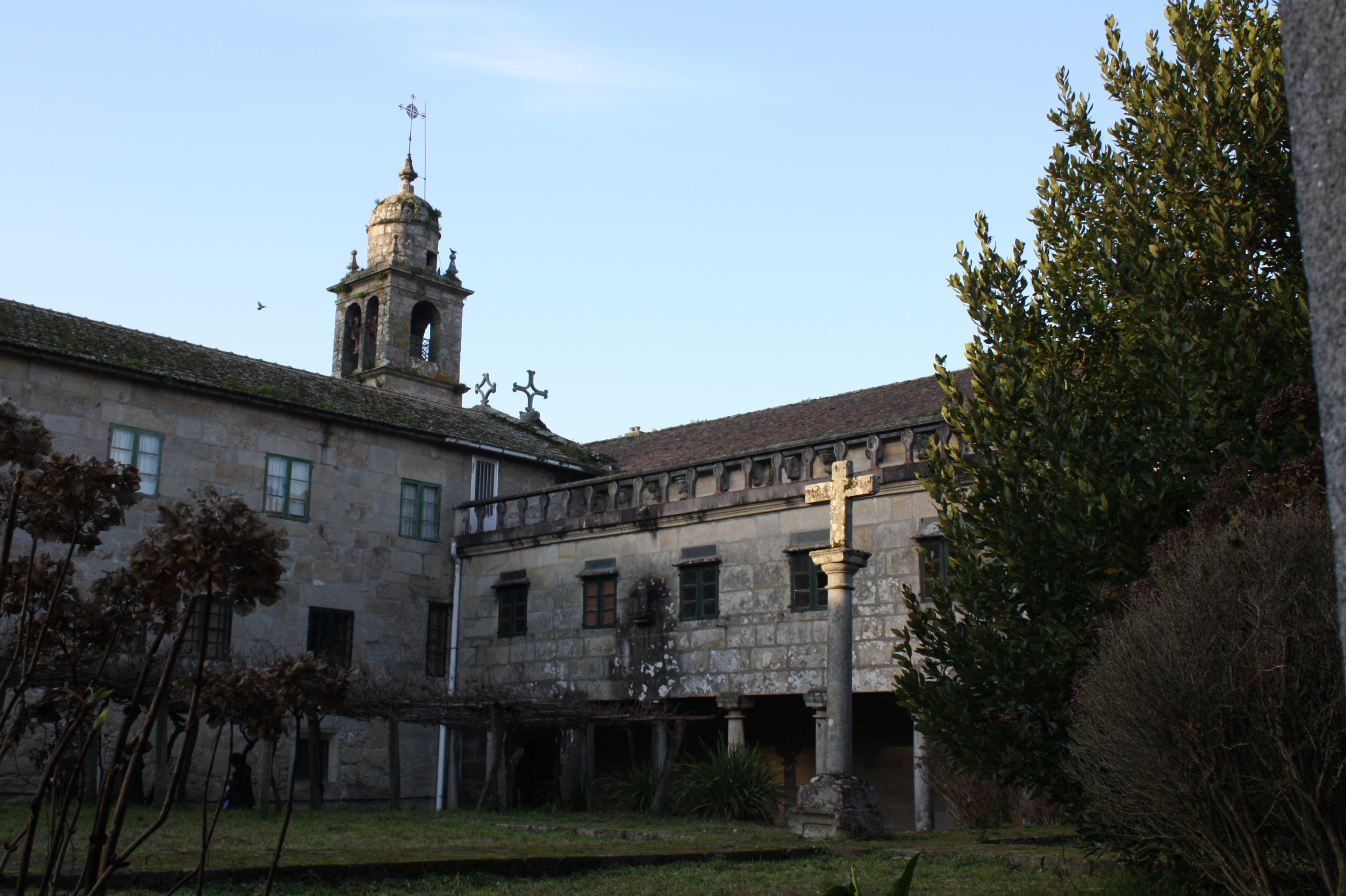
Calvario